# Gio Batta Lepori

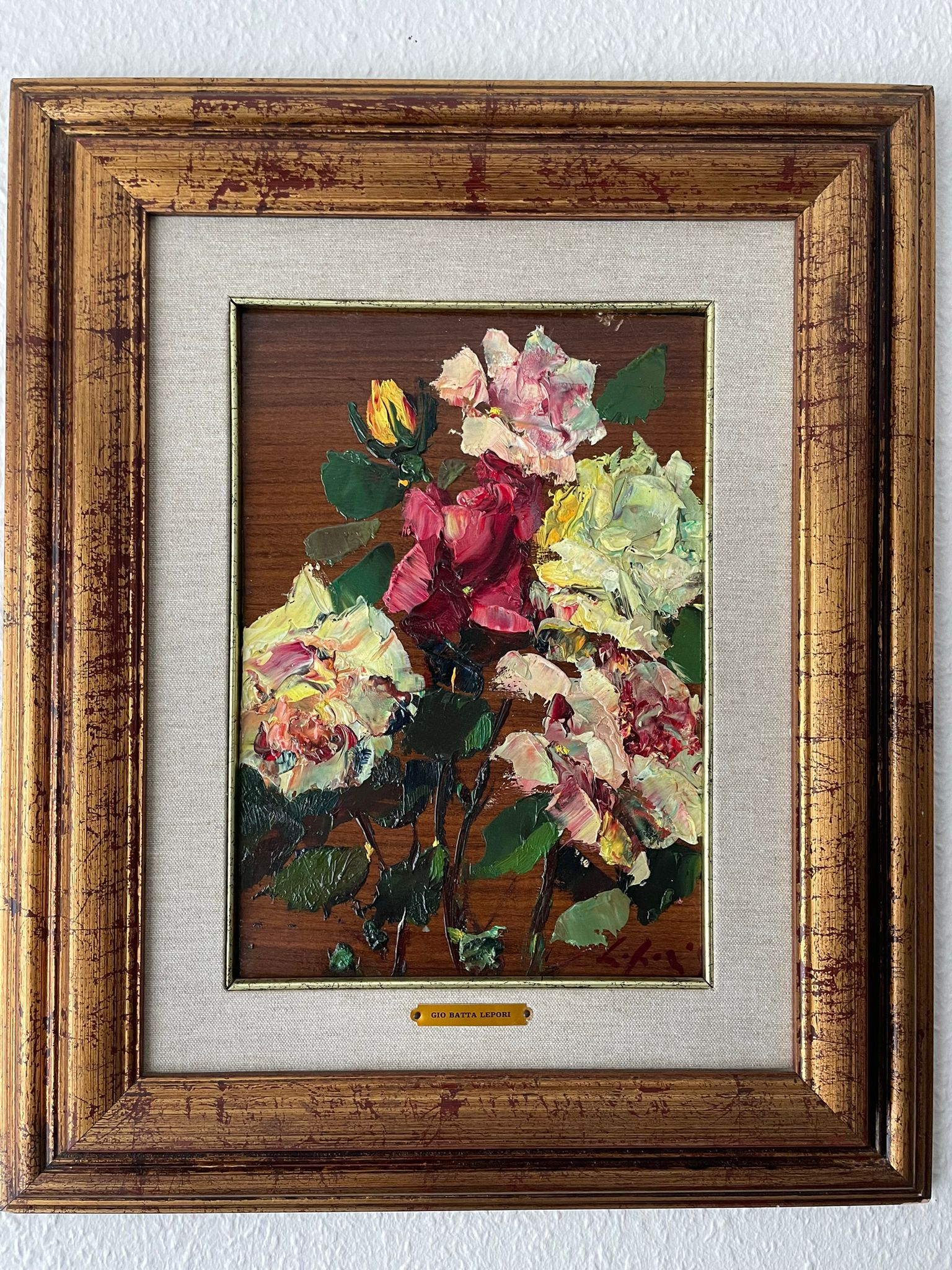
Rose, anni '80

Gio Batta Lepori, all'anagrafe Giovan Battista Lepori (Livorno, 21 dicembre 1911 – Livorno, 6 ottobre 2002), è stato un pittore italiano.

## Biografia

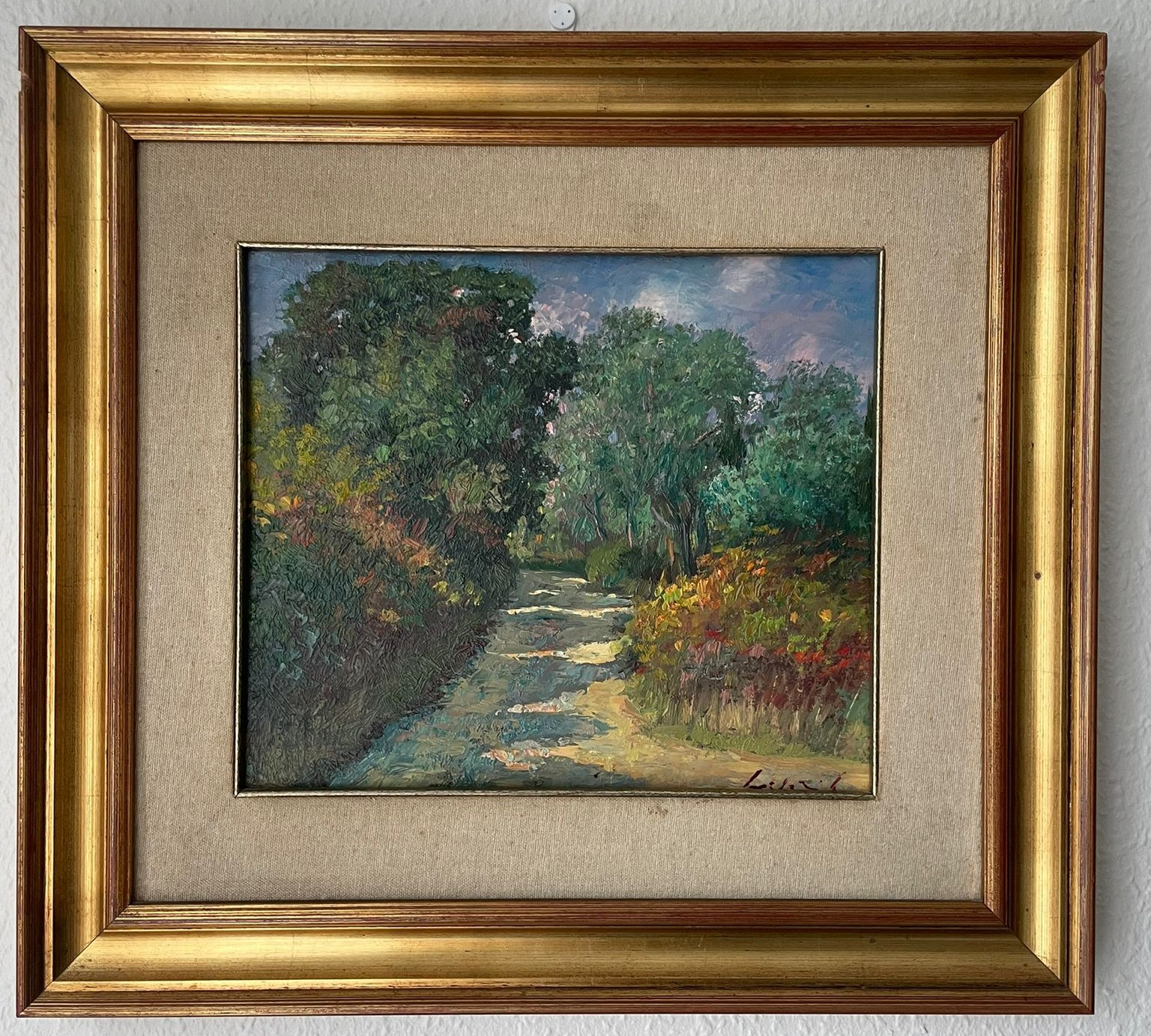
Vialetto, anni '80

Gio Batta Lepori nasce a Livorno nell'antico quartiere di San Jacopo, figlio di Arturo (tracciatore al Cantiere Navale Luigi Orlando) ed Ersilia Bani. Autodidatta, si approccia alla pittura già in età adolescenziale frequentando saltuariamente lo studio del pittore Giovanni Bartolena. Dopo anni di lavoro come operaio alla Stanic, nel 1946 a 34 anni prende la decisione definitiva di perseguire la professione del pittore.
La prima mostra interamente dedicata alle sue opere ha luogo a Livorno presso la Galleria Labronica dal 2 al 16 gennaio 1946, dove viene introdotto in catalogo da Renato Natali. Un anno dopo, nel 1947, espone le sue opere insieme a Renato Natali a Milano presso la Galleria d'Arte Internazionale e, nello stesso anno, partecipa con due opere alla mostra collettiva di artisti italiani alla Harem House di New York. Seguono negli anni numerose altre mostre sul territorio nazionale che culminano nel 1953 con una mostra personale di sessantaquattro opere a Palazzo Marignoli di Roma, in quegli anni sede dell'Associazione della Stampa Romana. La mostra viene visitata tra gli altri anche dall'onorevole Giovanni Gronchi, allora presidente della Camera, che per l'occasione acquistò due opere, ora facenti parte della collezione dei dipinti della Camera dei Deputati. 
Profondamente legato alla sua città natale, ne riproduce spesso i paesaggi litoranei e collinari. Dalla sua arte emerge la passione per la natura ed i suoi colori, protagonisti assoluti delle sue opere. Si allontana dal mondo delle esposizioni già dagli anni '70 pur rimanendo attivo fino alla morte, avvenuta all'età di 91 anni.
Nel 2022 in occasione dei vent'anni dalla morte, la fondazione Gio Batta Lepori organizza una serata culturale al Teatro Goldoni di Livorno, dove vengono esposte alcune opere e presentato al pubblico il docufilm Gio Batta Lepori poeta pittore del regista livornese Amasi Damiani.

## Mostre principali
- Galleria Labronica, Livorno, 2-16 gennaio 1946
- Galleria d'arte Internazionale, Milano, 15-26 gennaio 1947
- Palazzo Marignoli, Roma, 1-15 Aprile 1953